# Edward Gibbon Wakefield
Edward Gibbon Wakefield (Londra, 1796 – Wellington, 1862) è stato un politico inglese.
Nel 1829, mentre era detenuto in carcere per rapimento, scrisse Letter from Sidney, in cui propose la lottizzazione e la vendita dei possedimenti reali in Australia per favorire l'emigrazione.
Nel 1833 pubblicò England and America, di cui fu tenuto conto nel SAA (1834). Nel 1838 divenne consigliere di John Lambton in Canada, ma nel 1839 entrò nella New Zealand Association e nel 1853 si trasferì in Nuova Zelanda, ove fu parlamentare fino al 1854.